# Ski de fond aux Jeux olympiques de 2006
Pour des articles plus généraux, voir Ski de fond aux Jeux olympiques et Jeux olympiques d'hiver de 2006.
Navigation
Salt Lake City 2002 Vancouver 2010
Les épreuves de ski de fond aux Jeux olympiques de 2006 ont eu lieu entre le 12 février et le 26 février 2006. 

## Podiums
| Épreuves                       | Or                                                                                            | Argent                                                                       | Bronze                                                                      |
| ------------------------------ | --------------------------------------------------------------------------------------------- | ---------------------------------------------------------------------------- | --------------------------------------------------------------------------- |
| Poursuite 15 km F 12 février   | Kristina Šmigun                                                                               | Kateřina Neumannová                                                          | Evgenia Medvedeva-Abruzova                                                  |
| Poursuite 30 km H 12 février   | Eugeni Dementiev                                                                              | Frode Estil                                                                  | Pietro Piller Cottrer                                                       |
| Sprint par équipe F 14 février | Suède Anna Dahlberg Lina Andersson                                                            | Canada Beckie Scott Sara Renner                                              | Finlande Aino Kaisa Saarinen Virpi Kuitunen                                 |
| Sprint par équipe H 14 février | Suède Thobias Fredriksson Björn Lind                                                          | Norvège Jens Arne Svartedal Tor Arne Hetland                                 | Russie Ivan Alypov Vassili Rotchev                                          |
| 10 km classique F 16 février   | Kristina Šmigun                                                                               | Marit Bjørgen                                                                | Hilde Pedersen                                                              |
| 15 km classique H 17 février   | Andrus Veerpalu                                                                               | Lukáš Bauer                                                                  | Tobias Angerer                                                              |
| Relais 4 × 5 km F 18 février   | Russie Natalia Baranova-Masolkina Larisa Kurkina Julija Tchepalova Evgenia Medvedeva-Abruzova | Allemagne Stefanie Böhler Viola Bauer Evi Sachenbacher Stehle Claudia Künzel | Italie Arianna Follis Gabriella Paruzzi Antonella Confortola Sabina Valbusa |
| Relais 4 × 10 km H 19 février  | Italie Fulvio Valbusa Giorgio Di Centa Pietro Piller Cottrer Christian Zorzi                  | Allemagne Andreas Schlütter Jens Filbrich René Sommerfeldt Tobias Angerer    | Suède Mats Larsson Johan Olsson Anders Södergren Mathias Fredriksson        |
| Sprint F 22 février            | Chandra Crawford                                                                              | Claudia Künzel                                                               | Alena Sidko                                                                 |
| Sprint H 22 février            | Björn Lind                                                                                    | Roddy Darragon                                                               | Thobias Fredriksson                                                         |
| 30 km libre F 24 février       | Kateřina Neumannová                                                                           | Julija Tchepalova                                                            | Justyna Kowalczyk                                                           |
| 50 km libre H 26 février       | Giorgio Di Centa                                                                              | Eugeni Dementiev                                                             | Mikhail Botvinov                                                            |

## Résultats
Ski de fond - 15 km individuel F
| Place | Nation             | Athlète                    | Temps         |
| ----- | ------------------ | -------------------------- | ------------- |
| 1er   | Estonie            | Kristina Šmigun            | 42 min 48 s 7 |
| 2e    | République tchèque | Kateřina Neumannová        | + 1 s 9       |
| 3e    | Russie             | Evgenia Medvedeva-Abruzova | + 14 s 5      |
| 4e    | Norvège            | Kristin Stormer Steira     | + 18 s 1      |
| 5e    | Italie             | Gabriella Paruzzi          | + 30 s 2      |
| 6e    | Canada             | Beckie Scott               | + 31 s 9      |
| 7e    | Russie             | Olga Savialova             | + 35 s 0      |
| 8e    | Pologne            | Justyna Kowalczyk          | + 36 s 9      |

Poursuite 30 km H
| Place | Nation    | Athlète               | Temps             |
| ----- | --------- | --------------------- | ----------------- |
| 1er   | Russie    | Eugeni Dementiev      | 1 h 17 min 00 s 8 |
| 2e    | Norvège   | Frode Estil           | 1 h 17 min 01 s 4 |
| 3e    | Italie    | Pietro Piller Cottrer | 1 h 17 min 01 s 7 |
| 4e    | Italie    | Giorgio Di Centa      | 1 h 17 min 03 s 2 |
| 5e    | Suède     | Anders Södergren      | 1 h 17 min 04 s 3 |
| 6e    | France    | Vincent Vittoz        | 1 h 17 min 07 s 5 |
| 7e    | Autriche  | Mikhail Botvinov      | 1 h 17 min 08 s 5 |
| 8e    | Slovaquie | Martin Bajčičák       | 1 h 17 min 08 s 7 |

Sprint par équipe F
| Place | Nation    | Athlètes                                | Temps         |
| ----- | --------- | --------------------------------------- | ------------- |
| 1er   | Suède     | Anna Dahlberg et Lina Andersson         | 16 min 36 s 9 |
| 2e    | Canada    | Beckie Scott et Sara Renner             | 16 min 37 s 5 |
| 3e    | Finlande  | Aino Kaisa Saarinen et Virpi Kuitunen   | 16 min 39 s 2 |
| 4e    | Norvège   | Ella Gjoemle et Marit Bjørgen           | 16 min 48 s 1 |
| 5e    | Allemagne | Viola Bauer et Evi Sachenbacher Stehle  | 17 min 03 s 5 |
| 6e    | Russie    | Olga Moskalenko-Rotcheva et Alena Sidko | 17 min 08 s 5 |
| 7e    | Italie    | Arianna Follis et Gabriella Paruzzi     | 17 min 24 s 8 |
| 8e    | Japon     | Madoka Natsumi et Nobuko Fukuda         | 17 min 27 s 6 |

Sprint par équipe H
| Place | Nation     | Athlète                                 | Temps         |
| ----- | ---------- | --------------------------------------- | ------------- |
| 1er   | Suède      | Thobias Fredriksson et Björn Lind       | 17 min 02 s 9 |
| 2e    | Norvège    | Jens Arne Svartedal et Tor Arne Hetland | 17 min 03 s 5 |
| 3e    | Russie     | Ivan Alypov et Vassili Rotchev          | 17 min 05 s 2 |
| 4e    | Allemagne  | Jens Filbrich et Andreas Schlütter      | 17 min 14 s 0 |
| 5e    | Finlande   | Keijo Kurttila et Lauri Pyykonen        | 17 min 21 s 5 |
| 6e    | Kazakhstan | Nikolay Chebotko et Yevgeniy Koschevoy  | 17 min 25 s 1 |
| 7e    | Pologne    | Maciej Kreczmer et Janusz Krezelok      | 17 min 26 s 3 |
| 8e    | Slovaquie  | Martin Bajčičák et Ivan Bátory          | 17 min 30 s 9 |

10 km classique F
| Place | Nation             | Athlète                | Temps         |
| ----- | ------------------ | ---------------------- | ------------- |
| 1er   | Estonie            | Kristina Šmigun        | 27 min 51 s 4 |
| 2e    | Norvège            | Marit Bjørgen          | 28 min 12 s 7 |
| 3e    | Norvège            | Hilde Pedersen         | 28 min 14 s 0 |
| 4e    | Norvège            | Kristin Stormer Steira | 28 min 21 s 0 |
| 5e    | République tchèque | Kateřina Neumannová    | 28 min 22 s 2 |
| 6e    | Slovénie           | Petra Majdič           | 28 min 22 s 3 |
| 7e    | Finlande           | Aino Kaisa Saarinen    | 28 min 29 s 6 |
| 8e    | Canada             | Sara Renner            | 28 min 33 s 0 |

15 km classique H
| Place | Nation             | Athlète           | Temps         |
| ----- | ------------------ | ----------------- | ------------- |
| 1er   | Estonie            | Andrus Veerpalu   | 38 min 01 s 3 |
| 2e    | République tchèque | Lukáš Bauer       | 38 min 15 s 8 |
| 3e    | Allemagne          | Tobias Angerer    | 38 min 20 s 5 |
| 4e    | Russie             | Vassili Rotchev   | 38 min 24 s 4 |
| 5e    | Estonie            | Jaak Mae          | 38 min 35 s 2 |
| 6e    | Suède              | Johan Olsson      | 38 min 38 s 8 |
| 7e    | Allemagne          | Andreas Schlütter | 38 min 44 s 7 |
| 8e    | Autriche           | Martin Tauber     | 38 min 49 s 5 |

4 × 5 km F
| Place | Nation             | Athlètes                                                                               | Temps         |
| ----- | ------------------ | -------------------------------------------------------------------------------------- | ------------- |
| 1er   | Russie             | Natalia Baranova-Masolkina Larisa Kurkina Julija Tchepalova Evgenia Medvededa-Abruzova | 54 min 47 s 7 |
| 2e    | Allemagne          | Stefanie Böhler Viola Bauer Evi Sachenbacher Stehle Claudia Künzel                     | 54 min 57 s 7 |
| 3e    | Italie             | Arianna Follis Gabriella Paruzzi Antonella Confortola Sabina Valbusa                   | 54 min 58 s 7 |
| 4e    | Suède              | Anna Dahlberg Elin Ek Britta Norgren Anna Karin Strömstedt                             | 55 min 00 s 3 |
| 5e    | Norvège            | Kristin Stormer Steira Hilde Pedersen Kristin Murer Stemland Marit Bjørgen             | 55 min 21 s 8 |
| 6e    | République tchèque | Helena Balatková Erbenová Kamila Rajdlová Ivana Janečková Kateřina Neumannová          | 55 min 46 s 3 |
| 7e    | Finlande           | Aino Kaisa Saarinen Virpi Kuitunen Riitta Liisa Lassila Kati Venäläinen                | 55 min 55 s 8 |
| 8e    | Ukraine            | Kateryna Grygorenko Tatjana Zavalij Vita Jakimchuk Valentina Shevchenko                | 56 min 36 s 3 |

4 × 10 km H
| Place | Nation    | Athlète                                                                          | Temps total       |
| ----- | --------- | -------------------------------------------------------------------------------- | ----------------- |
| 1er   | Italie    | Fulvio Valbusa Giorgio Di Centa Pietro Piller Cottrer Christian Zorzi            | 1 h 43 min 45 s 7 |
| 2e    | Allemagne | Andreas Schlütter Jens Filbrich René Sommerfeldt Tobias Angerer                  | +15 s 7           |
| 3e    | Suède     | Mats Larsson Johan Olsson Anders Södergren Mathias Fredriksson                   | +16 s 0           |
| 4e    | France    | Christophe Perrillat-Collomb Alexandre Rousselet Emmanuel Jonnier Vincent Vittoz | +37 s 1           |
| 5e    | Norvège   | Jens Arne Svartedal Odd-Bjørn Hjelmeset Frode Estil Tore Ruud Hofstad            | +1 min 10 s 6     |
| 6e    | Russie    | Sergueï Novikov Vassili Rotchev Ivan Alypov Eugeni Dementiev                     | +1 min 24 s 2     |
| 7e    | Suisse    | Reto Burgermeister Christian Stebler Toni Livers Remo Fischer                    | +1 min 25 s 2     |
| 8e    | Estonie   | Aivar Rehemaa Andrus Veerpalu Jaak Mae Kaspar Kokk                               | +1 min 38 s 1     |

Sprint F
| Place | Nation    | Athlète          | Temps                   |
| ----- | --------- | ---------------- | ----------------------- |
| 1er   | Canada    | Chandra Crawford | 2 min 12 s 3            |
| 2e    | Allemagne | Claudia Künzel   | +0 s 7                  |
| 3e    | Russie    | Alena Sidko      | +0 s 9                  |
| 4e    | Canada    | Beckie Scott     | +2 s 4                  |
| 5e    | Finlande  | Virpi Kuitunen   | 2 min 18 s 1 (finale B) |
| 6e    | Norvège   | Ella Gjoemle     | +0 s 1 (finale B)       |
| 7e    | Italie    | Arianna Folis    | +2 s 2 (finale B)       |
| 8e    | Slovénie  | Petra Majdič     | +3 s 4 (finale B)       |

Sprint H
| Place | Nation  | Athlète              | Temps                   |
| ----- | ------- | -------------------- | ----------------------- |
| 1er   | Suède   | Björn Lind           | 2 min 26 s 5            |
| 2e    | France  | Roddy Darragon       | +0 s 6                  |
| 3e    | Suède   | Thobias Fredriksson  | +1 s 3                  |
| 4e    | Italie  | Cristian Zorzi       | + 5 s 2                 |
| 5e    | Italie  | Freddy Schwienbacher | 2 min 23 s 9 (finale B) |
| 6e    | Italie  | Loris Frasnelli      | + 1 s 3 (finale B)      |
| 7e    | Norvège | Johan Kjølstad       | + 1 s 7 (finale B)      |
| 8e    | Estonie | Anti Saarepuu        | + 4 s 0 (finale B)      |

30 km libre F
| Place | Nation             | Athlète                | Temps             |
| ----- | ------------------ | ---------------------- | ----------------- |
| 1er   | République tchèque | Kateřina Neumannová    | 1 h 22 min 25 s 4 |
| 2e    | Russie             | Julija Tchepalova      | 1 h 22 min 26 s 8 |
| 3e    | Pologne            | Justyna Kowalczyk      | 1 h 22 min 27 s 5 |
| 4e    | Norvège            | Kristin Stormer Steira | 1 h 22 min 40 s 8 |
| 5e    | Italie             | Gabriella Paruzzi      | 1 h 23 min 00 s 8 |
| 6e    | Allemagne          | Claudia Künzel         | 1 h 23 min 02 s 1 |
| 7e    | Ukraine            | Valentina Shevchenko   | 1 h 23 min 07 s 9 |
| 8e    | Estonie            | Kristina Šmigun        | 1 h 23 min 22 s 5 |

50 km libre H
| Place | Nation             | Athlète               | Temps             |
| ----- | ------------------ | --------------------- | ----------------- |
| 1er   | Italie             | Giorgio Di Centa      | 2 h 06 min 11 s 8 |
| 2e    | Russie             | Eugeni Dementiev      | 2 h 06 min 12 s 6 |
| 3e    | Autriche           | Mikhail Botvinov      | 2 h 06 min 12 s 7 |
| 4e    | France             | Emmanuel Jonnier      | 2 h 06 min 13 s 5 |
| 5e    | Italie             | Pietro Piller Cottrer | 2 h 06 min 14 s 0 |
| 6e    | Suède              | Anders Södergren      | 2 h 06 min 14 s 1 |
| 7e    | République tchèque | Martin Koukal         | 2 h 06 min 14 s 9 |
| 8e    | République tchèque | Jiří Magál            | 2 h 06 min 15 s 1 |

## Médailles
| Rang | Nation             | Or | Argent | Bronze | Total |
| ---- | ------------------ | -- | ------ | ------ | ----- |
| 1er  | Suède              | 3  | 0      | 2      | 5     |
| 2e   | Estonie            | 3  | 0      | 0      | 3     |
| 3e   | Russie             | 2  | 2      | 3      | 7     |
| 4e   | Italie             | 2  | 0      | 2      | 4     |
| 5e   | République tchèque | 1  | 2      | 0      | 3     |
| 6e   | Canada             | 1  | 1      | 0      | 2     |
| 7e   | Norvège            | 0  | 3      | 1      | 4     |
| -    | Allemagne          | 0  | 3      | 1      | 4     |
| 9e   | France             | 0  | 1      | 0      | 1     |
| 10e  | Finlande           | 0  | 0      | 1      | 1     |
| -    | Pologne            | 0  | 0      | 1      | 1     |
| -    | Autriche           | 0  | 0      | 1      | 1     |